# Василеостровская ТЭЦ
Василеостровская ТЭЦ — предприятие энергетики Санкт-Петербурга, входящее в ПАО «ТГК-1» (филиал «Невский»), расположенное в западной части Васильевского острова. Также известна, как ТЭЦ-7.
Энергопотребителями являются промышленные предприятия, жилые и общественные здания Василеостровского района. Число потребителей — более 200 тыс. человек. Обеспечение тепловой энергией осуществляется только по Василеостровскому району, а электроэнергия поступает в Единую Энергетическую Сеть России.
Установленная электрическая мощность — 135,0 МВт. Установленная тепловая мощность — 1113 Гкал/ч. Основное топливо — газ, резервное — мазут.
Станция находится по адресу: Кожевенная линия, дом № 33.

## История
Станция запущена в эксплуатацию 1 октября 1932 года.
В годы Великой Отечественной войны для обеспечения бесперебойной работы сотрудники были переведены на казарменное положение с безотлучным нахождением на станции. Женщинам дали возможность эвакуироваться вместе с детьми. Оставшийся коллектив защищал оборудование от налетов авиации, проводил работу по маскировке, переводу котлов на бездымный процесс горения топлива. Станция снабжала электроэнергией завод «Севкабель» для изготовления Кабеля жизни, который впоследствии был проложен по дну Ладожского озера, связав Волховскую ГЭС и блокадный Ленинград. Трудовой коллектив станции в короткие сроки восстановил и отремонтировал трубопроводы для подачи пара, проложил временные силовые кабели для запуска на заводе необходимого оборудования, изыскал топливо. Благодаря этому «Севкабель» досрочно, в течение трех месяцев, изготовил 200 тонн кабеля и 300 тонн медного провода для операции по прорыву энергетической блокады Ленинграда.
В послевоенный период станция была реконструирована, в результате чего стала первой теплоэлектроцентралью: она стала сочетать комбинированную выработку электроэнергии на базе промышленной и коммунально-бытовой теплофикации.
В декабре 2007 года на станции установлен новый паровой котёл БКЗ-160-100 ГМ, массовым расходом 160 т/час, в конце мая 2008 года специалисты ТЭЦ завершили испытания котла.

Испытания прошли успешно. С началом следующего отопительного сезона новый котел будет задействован на полную мощность…— Главный инженер ТЭЦ-7 Евгений Красоткин
В 2009 году введены в эксплуатацию новая турбина Т-50/60-8,8 Уральского турбинного завода и генератор производства завода НПО «Элсиб» электрической мощностью 50 МВт, тепловой мощностью 100 Гкал/ч (Т-50).

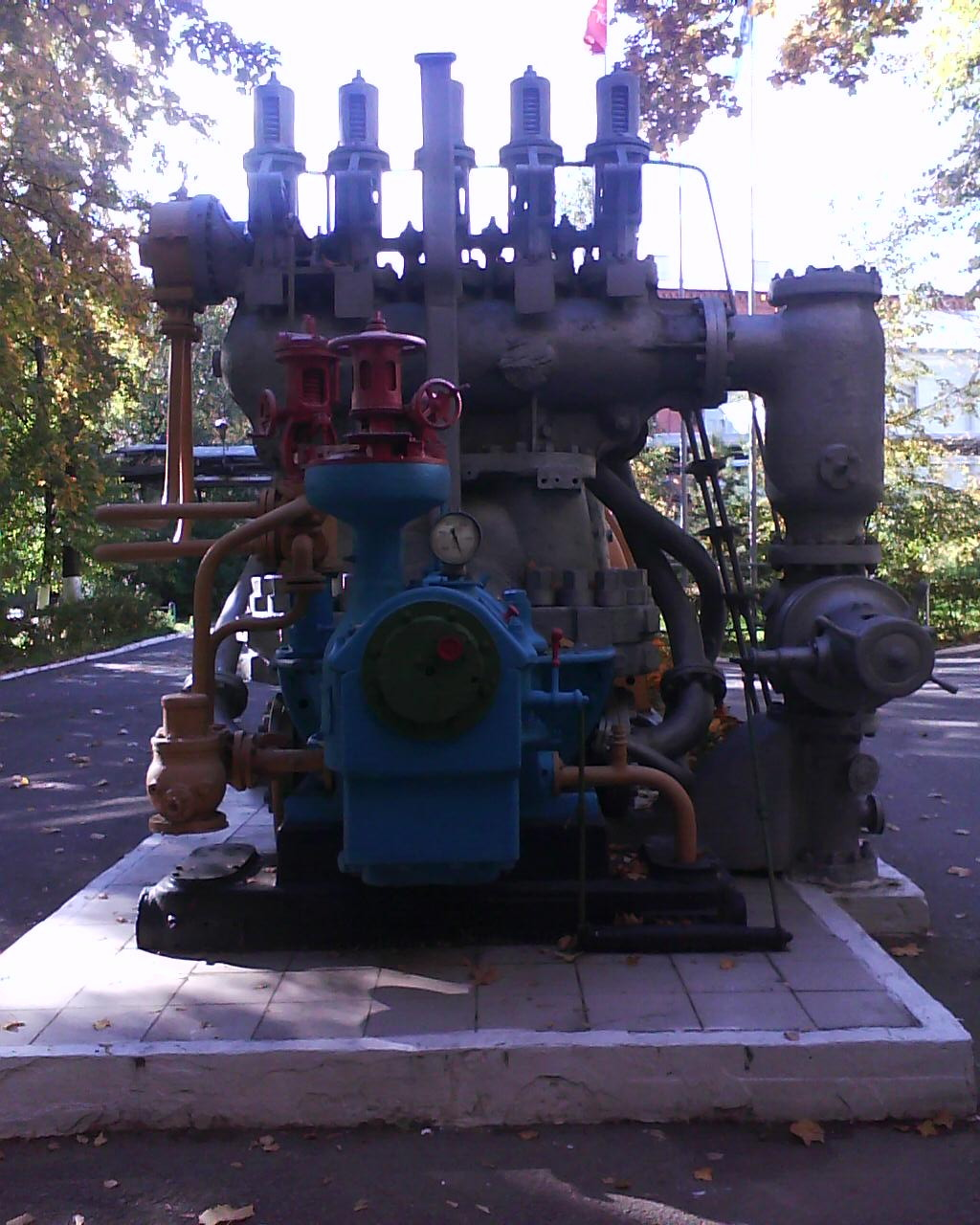
Турбогенератор 4 МВт, работавший на станции в 1932-88 гг.
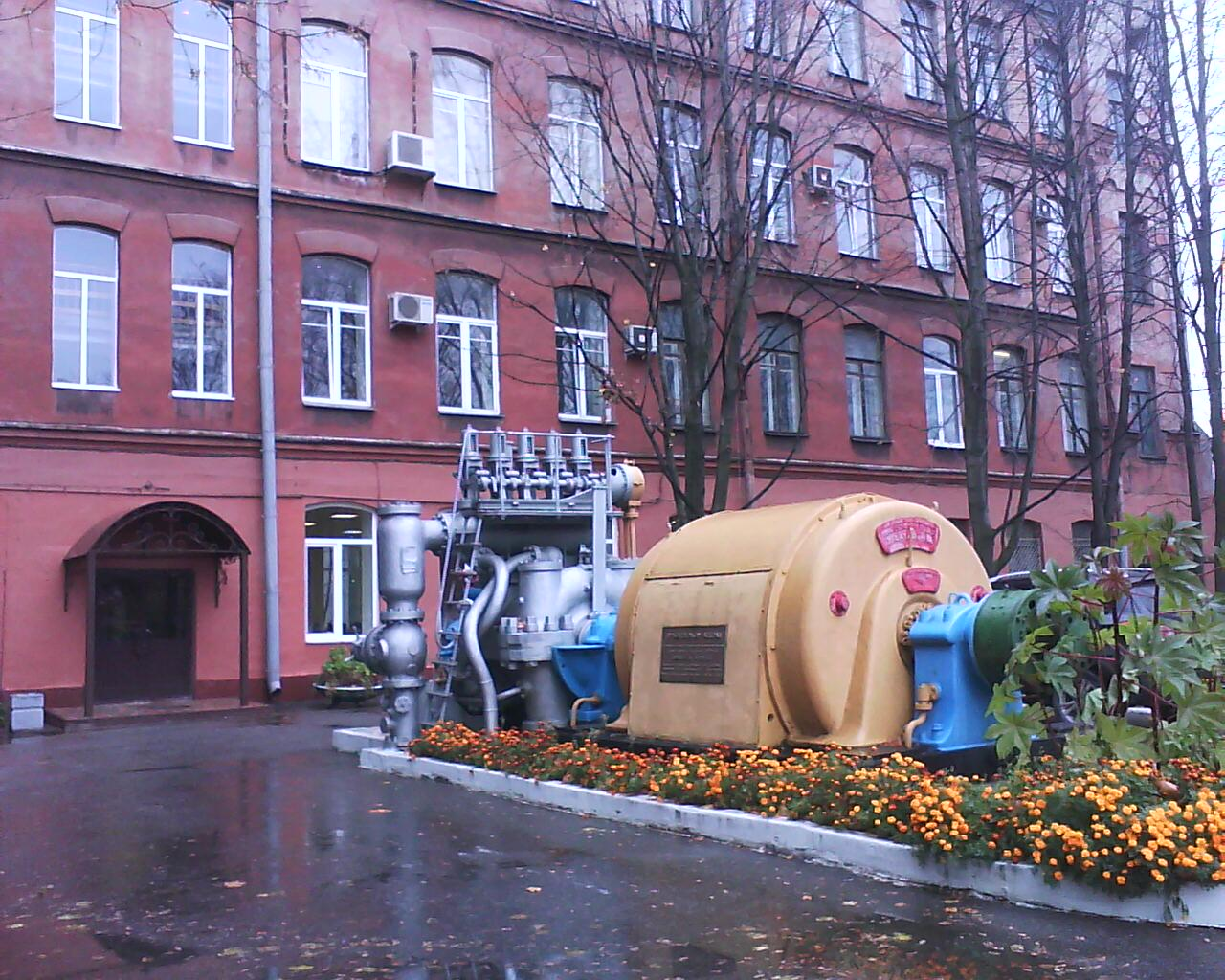
сейчас он находится на постаменте перед административным корпусом
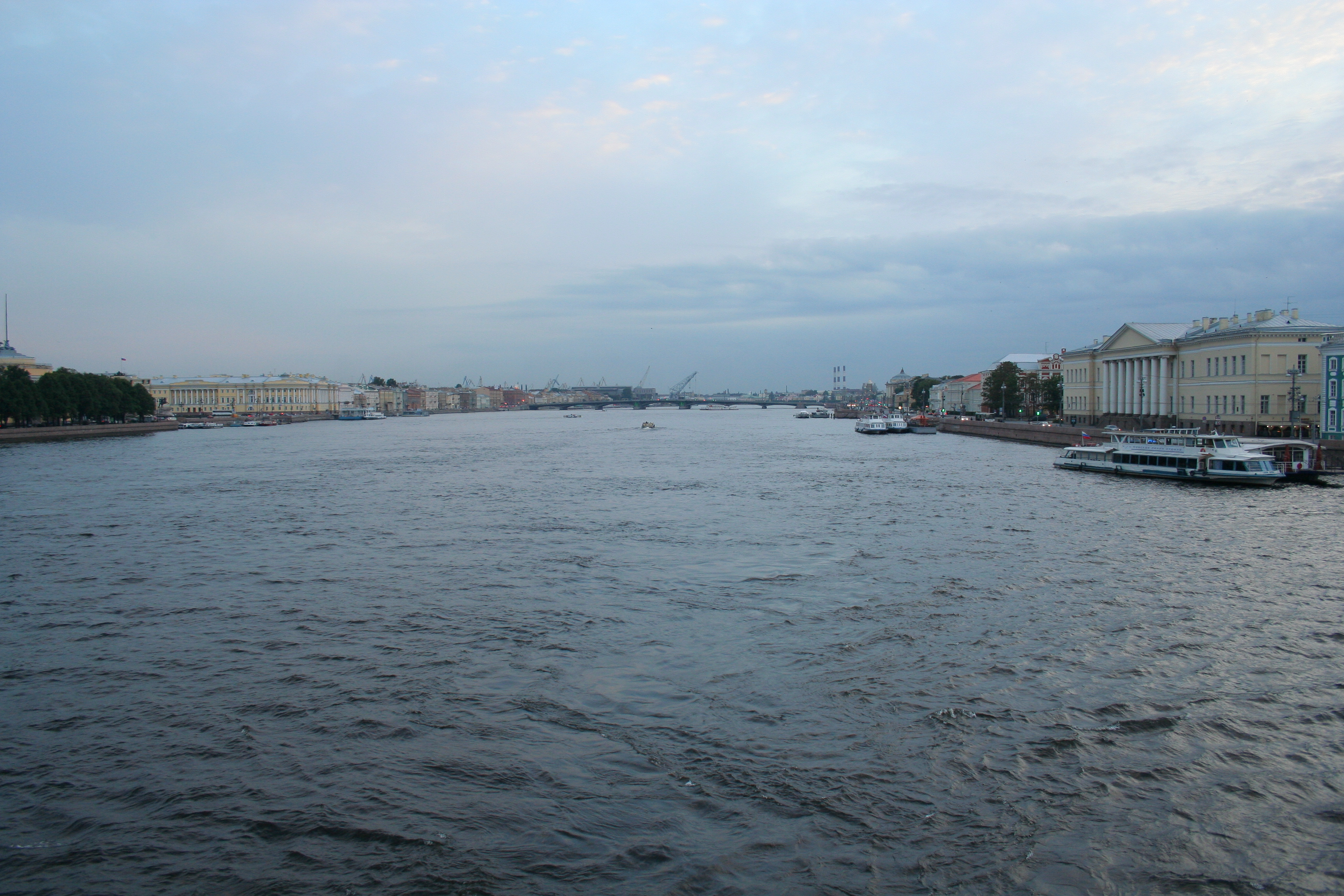
Три трубы ТЭЦ высотой 120 м видны в панораме Большой Невы

## Собственники и руководство
Василеостровская ТЭЦ входит в состав генерирующих мощностей филиала «Невский» ПАО «ТГК-1».